# Miguel Artola Gallego
Miguel Artola Gallego (San Sebastián, 12 de julio de 1923 - Madrid, 26 de mayo de 2020) fue un  historiador español, especialista en los orígenes de la época contemporánea española.

## Biografía
Nacido el 12 de julio de 1923 en San Sebastián (Guipúzcoa), se licenció en Historia en 1945. Doctor en Filosofía y Letras por la Universidad Central de Madrid en 1949, se casó con Concha Menéndez y tuvo cuatro hijos: Concha, Sara, Miguel y Ricardo Artola.
Falleció en Madrid el 26 de mayo de 2020 a los noventa y seis años.

## Trayectoria profesional
Tras años trabajando en la Universidad de Madrid y en el CSIC, obtuvo la cátedra de Historia de España en la Universidad de Salamanca en 1960, donde permaneció hasta 1969. En Salamanca escribió dos de sus principales obras, Textos fundamentales para la historia, fundamento de la particular pedagogía que desplegaba en su cátedra, y su Fernando VII. También allí entabló amistad con importantes académicos de su generación que enseñaban en esa misma universidad - Francisco Tomás y Valiente, Koldo Mitxelena y Fernando Lázaro Carreter - y trabó contacto con sus principales discípulos que le acompañarían a la recién creada Universidad Autónoma de Madrid, a dónde se incorporó en 1969.  Fue el caso de Pablo Fernández Albaladejo, Fernando García de Cortázar, ambos laureados con el Premio Nacional de Historia, y Manuel Pérez Ledesma, a quien socorrió las dos veces que fue expulsado de la universidad por su actividad política. 
Durante los años 1975 y 1976 fue secretario del Departamento de Historia de la Fundación Juan March y miembro de la Comisión Asesora de dicha fundación entre 1977 y 1978. Asimismo, fue colaborador del Consejo Superior de Investigaciones Científicas (CSIC).
El 20 de marzo de 1981 fue designado académico de la Real Academia de la Historia, de la que fue decano durante más de un mes en la primavera de 2020. Su discurso de ingreso fue pronunciado el 2 de mayo de 1982, versando sobre Declaraciones y Derechos del Hombre. En septiembre de 1986 fue elegido presidente del Instituto de España, que reúne a las ocho reales academias.
Su ámbito cronológico de máxima especialidad fue el primer tercio del siglo XIX. Sin embargo, escribió obras de gran ambición sobre periodos diversos y amplios. Incurrió en la historia política, la historia constitucional, la historia económica, la historia militar, la historia fiscal, la historia de la ciencia, la edición de obras de pensamiento político, la teoría de la historia y la historia urbana, en el caso de San Sebastián. Dirigió empresas historiográficas de gran envergadura y gran número de especialistas para las que siempre encontró financiación, que abarcan desde la dirección de colecciones de Historia de España a los primeros pasos de las llamadas humanidades digitales en su versión de difusión y contextualización de documentación histórica.
Fue responsable de la edición de las Obras Publicadas e Inéditas de Melchor Gaspar Jovellanos y de las Memorias de tiempos de Fernando VII del Marqués de Ayerbe, así como director de la colección Historia de España, Alfaguara y de la Enciclopedia de Historia de España, publicada por Alianza Editorial. Asimismo, colaboró en la redacción de la Historia de España de Ramón Menéndez Pidal.
Desde la década de 1980 y en su calidad de miembro de la Real Academia de la Historia dirigió hasta cinco ediciones del proyecto Legislación Histórica de España en colaboración con el Ministerio de Cultura, en sus sucesivas denominaciones, y la Universidad Autónoma de Madrid.

## Premios y distinciones
- Doctor Honoris Causa por la Universidad del País Vasco en 1989.
- Premio Príncipe de Asturias de Ciencias Sociales en 1991 «al destacar una vocación ejemplar de investigación histórica y docencia sobre cuestiones y episodios de importancia básica en la gestación de la España contemporánea. Su trabajo de investigación ha iluminado el período dramático y dilatado que va del Antiguo Régimen a nuestro tiempo ofreciendo una visión del conjunto que combina el análisis de las instituciones y el entendimiento de las realidades sociales y políticas subyacentes».[cita requerida]
- Doctor Honoris Causa por la Universidad de Salamanca en 1992.
- Premio Nacional de Historia de España en 1992 por Enciclopedia de Historia de España.
- Medalla de la Universidad Autónoma de Madrid en 1993.
- Gran Cruz de la Orden de Alfonso X el Sabio en 1996.
- Premio Eusko Ikaskuntza-Caja Laboral de Humanidades, Cultura, Artes y Ciencias Sociales en 2000.
- Premio Nacional de Humanidades Lorenzana en 2008.

## Obras
- Partidos y programas políticos. Alianza Editorial, S.A. (ISBN 84-206-9699-4) [Obra completa]
- Enciclopedia de Historia de España. Alianza Editorial, S.A. (ISBN 84-206-5294-6) [Obra completa]
- Historia de España. Alianza Editorial, S.A. (ISBN 84-206-9573-4) [Obra completa]
- La burguesía revolucionaria (1808-1874). Alianza Editorial, S.A., 2001. (ISBN 84-206-4251-7) [Parte de obra completa: T.5]
- La España de Fernando VII: la guerra de la Independencia y los orígenes del régimen constitucional. Espasa-Calpe, S.A., 1999. (ISBN 84-239-4980-X) [Parte de obra completa: T.32]
- Los afrancesados. Alianza Editorial, S.A., 1989. (ISBN 84-206-2604-X)
- Antiguo régimen y revolución liberal. Editorial Ariel, S.A., 1991. (ISBN 84-344-6512-4)
- Los derechos del hombre. Alianza Editorial, S.A., 1987. (ISBN 84-206-0216-7)
- Los Ferrocarriles en España 1844-1943, Banco de España, 1978. (ISBN 84-500-2605-9)
- La hacienda del Antiguo Régimen. Alianza Editorial, S.A., 1982. (ISBN 84-206-8042-7)
- La hacienda del siglo XIX: progresistas y moderados Alianza Editorial, S.A., 1986. (ISBN 84-206-2465-9)
- Latifundio Propiedad y Explotación. Siglo XVIII. Ministerio de Agricultura, Pesca y Alimentación. Centro de Publicaciones, 1978. (ISBN 84-7479-002-6)
- El modelo constitucional Español del siglo XIX. Fundación Juan March, 1979. (ISBN 84-7075-111-5)
- Los Orígenes de la España contemporánea (Tomo 1). Centro de Estudios Políticos y Constitucionales, 1975. (ISBN 84-259-0428-5)
- Los Orígenes de la España contemporánea (Tomo 2). Centro de Estudios Políticos y Constitucionales, 1975. (ISBN 84-259-0580-X)
- Partidos y programas políticos (1808-1936). (Tomo 1). Aguilar, S.A. de Ediciones-Grupo Santillana, 1977. (ISBN 84-03-12057-5)
- Partidos y programas políticos (1808-1936). (Tomo 2). Aguilar, S.A. de Ediciones-Grupo Santillana, 1977. (ISBN 84-03-12074-5)
- Textos fundamentales para la Historia. Alianza Editorial, S.A., 1992. (ISBN 84-206-8009-5)
- La España de Fernando VII. Espasa-Calpe, S.A., 1999. (ISBN 84-239-9742-1)
- La monarquía de España. Alianza Editorial, S.A., 1999. (ISBN 84-206-8195-4)
- Vidas en tiempo de crisis. Real Academia de la Historia, 1999. (ISBN 84-89512-35-3)
- Los orígenes de la España contemporánea. Centro de Estudios Políticos y Constitucionales. (ISBN 84-259-1130-3) [Obra completa]
- Las Cortes de Cádiz. Marcial Pons, Ediciones de Historia, S.A., 2003. (ISBN 84-95379-51-1)
- Constitucionalismo en la Historia. Editorial Crítica, 2005. (ISBN 84-8432-668-3)
- La Guerra de la Independencia. Espasa Calpe. 2008. ISBN 978-84-670-2624-5.
- Los pilares de la ciencia (en colaboración con José Manuel Sánchez Ron), Barcelona, Espasa, 2012.